# Presidenti della Corea del Sud

Stendardo del Presidente della Corea del Sud

Il presidente della Corea del Sud funge da capo di Stato e di governo della Repubblica di Corea e da comandante in capo delle forze armate.
Il governo sudcoreano considera costituzionalmente il governo provvisorio coreano (KPG) come il suo predecessore. Il KPG fu fondato nel 1919 come governo in esilio a Shanghai durante l'occupazione giapponese della Corea. Il Paese ha avuto nove diversi capi di stato tra il settembre 1919 e l'agosto 1948.
Il mandato presidenziale è stabilito per una durata di cinque anni dal 1988. Precedentemente era fissato a quattro anni dal 1948 al 1972, a sei anni dal 1972 al 1981 e a sette anni dal 1981 al 1988. Il presidente deve essere un cittadino sudcoreano, con almeno 40 anni di età e deve vivere in Corea del Sud da almeno 5 anni.

## Elenco

### Presidenti dei governi in esilio
Il Governo provvisorio della Repubblica di Corea durante l'occupazione giapponese della Corea aveva sede a Shanghai, in Cina. Anche se l'attuale governo sudcoreano insiste sul fatto di esserne il successore, per rafforzare la sua legittimità, il governo in esilio non era riconosciuto internazionalmente.
| Presidente                               | Mandato | Mandato |
| Presidente                               | Inizio  | Fine    |
| ---------------------------------------- | ------- | ------- |
| Rhee Syng-man (이승만)                   | 1919    | 1925    |
| Park Eun-shik (박은식)                   | 1925    | 1925    |
| Yi Sang-ryong (이상룡)                   | 1925    | 1926    |
| Hong Jin (Hong Myun-hui) (홍진) (홍면희) | 1926    | 1926    |
| Yi Dong-nyung (이동녕)                   | 1926    | 1927    |
| Kim Gu (김구)                            | 1927    | 1948    |

### Presidenti della Corea del Sud fino ad oggi

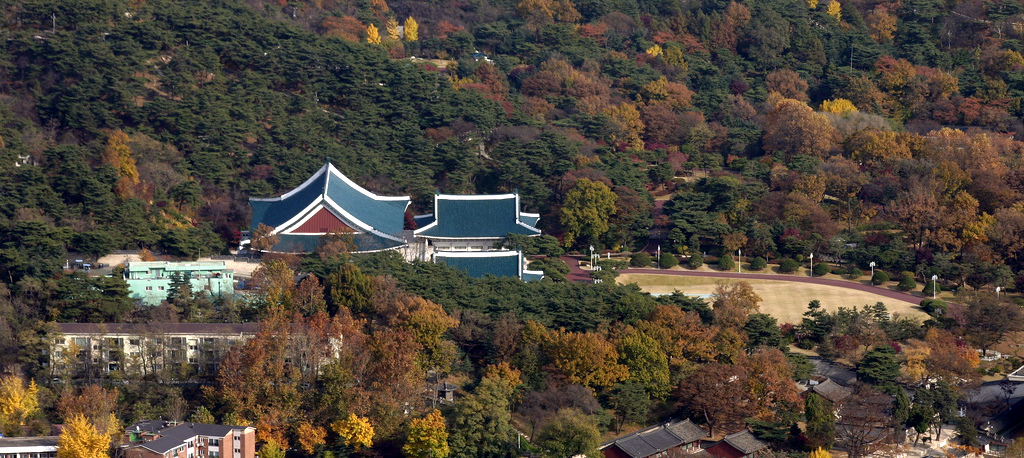
Il Cheongwadae, sede e residenza ufficiale del Presidente

| Presidente         | Presidente       | Presidente       | Presidente                         | Partito                                                                                                  | Elezioni                                                                                                 | Mandato           | Mandato                    |
| Presidente         | Presidente       | Presidente       | Presidente                         | Partito                                                                                                  | Elezioni                                                                                                 | Inizio            | Fine                       |
| Prima Repubblica   | Prima Repubblica | Prima Repubblica | Prima Repubblica                   | Prima Repubblica                                                                                         | Prima Repubblica                                                                                         | Prima Repubblica  | Prima Repubblica           |
| ------------------ | ---------------- | ---------------- | ---------------------------------- | --- | --- | ----------------- | -------------------------- |
| 1                  |                  |                  | Syngman Rhee 이승만                | Associazione Nazionale, Jayudang                                                                         | 1948, 1952, 1956, 1960                                                                                   | 24 luglio 1948    | 27 aprile 1960             |
| -                  |                  |                  | Heo Jeong 허정 ad interim          | Indipendente ad interim come Ministro degli affari esteri                                                | Indipendente ad interim come Ministro degli affari esteri                                                | 27 aprile 1960    | 15 giugno 1960             |
| Seconda Repubblica |                  |                  |                                    | | |                   |                            |
| -                  |                  |                  | Gwak Sang-hun 곽상훈 ad interim    | Partito Democratico Speaker della Camera dei comuni, facente funzioni di Presidente                      | Partito Democratico Speaker della Camera dei comuni, facente funzioni di Presidente                      | 16 giugno 1960    | 23 giugno 1960             |
| -                  |                  |                  | Heo Jeong 허정 ad interim          | Indipendente Primo ministro, facente funzioni di Presidente                                              | Indipendente Primo ministro, facente funzioni di Presidente                                              | 23 giugno 1960    | 7 agosto 1960              |
| -                  |                  |                  | Paek Nak-chun 백낙준 ad interim    | Partito Democratico Presidente del Senato, facente funzioni di Presidente                                | Partito Democratico Presidente del Senato, facente funzioni di Presidente                                | 8 agosto 1960     | 12 agosto 1960             |
| 2                  |                  |                  | Yun Bo-seon 윤보선                 | Partito Democratico                                                                                      | 1960 | 12 agosto 1960    | 24 marzo 1962              |
| -                  |                  |                  | Park Chung-hee 박정희 ad interim   | Militare Presidente del Consiglio supremo per la ricostruzione nazionale, facente funzioni di Presidente | Militare Presidente del Consiglio supremo per la ricostruzione nazionale, facente funzioni di Presidente | 24 marzo 1962     | 17 dicembre 1963           |
| Terza Repubblica   |                  |                  |                                    | | |                   |                            |
| 3                  |                  |                  | Park Chung-hee 박정희              | Partito Repubblicano Democratico                                                                         | 1963, 1967, 1971                                                                                         | 17 dicembre 1963  | 26 dicembre 1972           |
| Quarta Repubblica  |                  |                  |                                    | | |                   |                            |
| (3)                |                  |                  | Park Chung-hee 박정희              | Partito Repubblicano Democratico                                                                         | 1972, 1978                                                                                               | 27 dicembre 1972  | 26 ottobre 1979            |
| 4                  |                  |                  | Choe Kyu-hah 최규하                | Indipendente                                                                                             | Primo ministro, facente funzioni di Presidente fino al 6 dicembre 1979, 1979                             | 26 ottobre 1979   | 16 agosto 1980             |
| -                  |                  |                  | Park Choong-hoon 박충훈 ad interim | Indipendente Primo ministro ad interim, facente funzioni di Presidente                                   | Indipendente Primo ministro ad interim, facente funzioni di Presidente                                   | 16 agosto 1980    | 1º settembre 1980          |
| 5                  |                  |                  | Chun Doo-hwan 전두환               | Partito della Giustizia Democratica                                                                      | 1980 | 1º settembre 1980 | 25 febbraio 1981           |
| Quinta Repubblica  |                  |                  |                                    | | |                   |                            |
| (5)                |                  |                  | Chun Doo-hwan 전두환               | Partito della Giustizia Democratica                                                                      | 1981 | 25 febbraio 1981  | 25 febbraio 1988           |
| Sesta Repubblica   |                  |                  |                                    | | |                   |                            |
| 6                  |                  |                  | Roh Tae-woo 노태우                 | Partito della Giustizia Democratica                                                                      | 1987 | 25 febbraio 1988  | 25 febbraio 1993           |
| 7                  |                  |                  | Kim Young-sam 김영삼               | Partito Liberale Democratico, Partito Nuova Corea                                                        | 1992 | 25 febbraio 1993  | 25 febbraio 1998           |
| 8                  |                  |                  | Kim Dae-jung 김대중                | Partito Democratico                                                                                      | 1997 | 25 febbraio 1998  | 25 febbraio 2003           |
| 9                  |                  |                  | Roh Moo-hyun 노무현                | Partito Democratico Partito Uri                                                                          | 2002 | 25 febbraio 2003  | 25 febbraio 2008           |
| 10                 |                  |                  | Lee Myung-bak 이명박               | Partito Saenuri                                                                                          | 2007 | 25 febbraio 2008  | 25 febbraio 2013           |
| 11                 |                  |                  | Park Geun-hye 박근혜               | Partito Saenuri, Partito della Libertà                                                                   | 2012 | 25 febbraio 2013  | 10 marzo 2017 (destituita) |
| -                  |                  |                  | Hwang Kyo-ahn 황교안 Ad interim    | Indipendente Primo ministro, facente funzioni di Presidente                                              | Indipendente Primo ministro, facente funzioni di Presidente                                              | 9 dicembre 2016   | 10 maggio 2017             |
| 12                 |                  |                  | Moon Jae-in 문재인                 | Partito Democratico                                                                                      | 2017 | 10 maggio 2017    | 10 maggio 2022             |
| 13                 |                  |                  | Yoon Suk-yeol 윤석열               | Partito del Potere Popolare                                                                              | 2022 | 10 maggio 2022    | 4 aprile 2025 (destituito) |
| -                  |                  |                  | Han Duk-soo 한덕수 Ad interim      | Indipendente Primo ministro, facente funzioni di Presidente                                              | Indipendente Primo ministro, facente funzioni di Presidente                                              | 14 dicembre 2024  | 2 maggio 2025 (dimessosi)  |
| -                  |                  |                  | Choi Sang-mok 최상목 Ad interim    | Indipendente Primo ministro facente funzioni, facente funzioni anche di Presidente                       | Indipendente Primo ministro facente funzioni, facente funzioni anche di Presidente                       | 27 dicembre 2024  | 24 marzo 2025              |
| -                  |                  |                  | Lee Ju-ho 이주호 Ad interim        | Indipendente Primo ministro facente funzioni, facente funzioni di Presidente                             | Indipendente Primo ministro facente funzioni, facente funzioni di Presidente                             | 2 maggio 2025     | 4 giugno 2025              |
| 14                 |                  |                  | Lee Jae-myung 이재명               | Partito Democratico                                                                                      | 2025 | 4 giugno 2025     | in carica                  |